# Disperis nantauensis
Disperis nantauensis là một loài thực vật có hoa trong họ Lan. Loài này được S.Y. Hu mô tả khoa học đầu tiên năm 1973.